# ميخائيل ويلكينسون (مصمم أزياء تقليدية)
ميخائيل ويلكينسون (بالإنجليزية: Michael Wilkinson)‏ هو مصمم أزياء تقليدية أسترالي، ولد في 1 أكتوبر 1970 في سيدني في أستراليا.

## وصلات خارجية
- مايكل ويلكنسون على موقع IMDb (الإنجليزية)
- مايكل ويلكنسون على موقع قاعدة بيانات الفيلم (الإنجليزية)